# دبليو. آرثر بورتر
دبليو. آرثر بورتر (بالإنجليزية: W. Arthur Porter)‏ هو سياسي أمريكي، ولد في 1941 في تكساس في الولايات المتحدة.